# Гладенбах
Гладенбах (нем. Gladenbach) — город в Германии, в земле Гессен. Подчинён административному округу Гиссен. Входит в состав района Марбург-Биденкопф. Население составляет 12 190 человек (на 31 декабря 2010 года). Занимает площадь 72,28 км². Официальный код — 06 5 34 010.
Город подразделяется на 15 городских районов.

## Известные уроженцы
- Диль, Август Фридрих Адриан (1756—1839) — немецкий учёный-помолог, садовод, врач, основатель науки помологии.